# Río Tamsa
El río Tamsa (en hindi: टोन्स नदी), también conocido como Tons, Tamas o Chhoti Sarju, es un corto río de la India, un pequeño afluente por la margen izquierda del río Ganges que discurre a través de los estados de Madhya Pradesh y Uttar Pradesh. La longitud total del río es de 264 km y drena un área 16 860 km².
No debe confundirse con el  Tamsa (Tons)  en Madhya Pradesh ni con el río Tons en Uttarakhand.

## Curso
El Tamsa nace  en una cisterna en Tamakund, en la cordillera Kaimur a una altitud de 610 m, al oeste de Ayodhya como Marha Nadi. Fluye paralelamente al río Ghaghara por su lado  sureste a través de los distritos fértiles de Madhya Pradesh de Satna y Rewa. En el borde de la meseta de Purwa, el Tamas y sus afluentes forman una serie de cascadas. El río recibe al Belan en UP y se une al Ganges en Sirsa, a 311 km río abajo de la confluencia del Ganges y del Yamuna.
El  Tamsa Pasa por las ciudades de Akbarpur y Azamgarh. En Mau, el río vuelve a cambiar su nombre y fluye ahora como Chhoti Sarju hasta la desembocadura en el Ganges al suroeste de la ciudad de Ballia. El río atraviesa los distritos de Uttar Pradesh de Ayodhya, Ambedkar Nagar, Azamgarh, Mau y Ballia.
Mientras el río Tamas desciende a través de la meseta Rewa y drena hacia el norte, se producen caídas verticales de 70 m, conocidas como cataratas Purwa. Algunas de las cascadas más notables en los afluentes del río Tamas, que descienden de la meseta Rewa, son: cataratas Chachai (127 m), en el río Beehar, un afluente del Tamas; las cataratas Keoti (98 m), en el río Mahana, un afluente del Tamas, y cataratas Odda (145 m) en el río Odda, un afluente del río Belah  que es un afluente del Tamsa.

## Mitología
Este río también tiene importancia en el hinduismo, ya que es el río en el que Rama pasó su primera noche durante los 14 años de su exilio en el bosque. Cuando Rama se fue de Ayodhya, la gente lo siguió y no estaba lista para regresar a sus hogares. Por la noche, Rama, Lakshmana y Sita y toda la gente que lo acompañaba, llegaron a las orillas del Tamas. Rama y todos acordaron pasar la noche a orillas del río Tamas y continuar el viaje a la mañana siguiente. Rama dejó a la gente durmiendo y continuó el viaje él solo.
El áshram del sabio Valmiki estaba a orillas del río Tamas. Cuando Sita fue exiliada por Rama, abandonó Ayodhya y llegó a las orillas del río Tamas, a unos 15 km de la ciudad, donde conoció a Valmiki. Pidió a Sita que viviera en su áshram situado en la orilla del río Tamas. Aquí Sita pasó toda su vida restante, y aquí sus hijos gemelos, Lava y Kusha recibieron educación y fueron entrenados en las habilidades militares bajo la tutela de Valmiki.
También a orillas del río Tamas estaba el áshram de Bharadwaj, mencionado en el Valmiki Ramayana; fue aquí donde al ver la difícil situación de una pareja de pájaros, Valmiki creó su primer verso, shloka.

## Ciudades y localidades situadas en el río Tamsa
- Teonthar
- Malpar
- Chakghat
- Mau
- Azamgarh[9]